# Separate Fledermausquartiere in Mittel- und Nordwestsachsen
Separate Fledermausquartiere in Mittel- und Nordwestsachsen este o arie protejată (arie specială de conservare — SAC, sit de importanță comunitară — SCI) din Germania întinsă pe o suprafață de 302 ha, integral pe uscat.

## Localizare
Centrul sitului Separate Fledermausquartiere in Mittel- und Nordwestsachsen este situat la coordonatele 51°14′13″N 12°36′52″E / 51.2369°N 12.6144°E.

## Înființare
Situl Separate Fledermausquartiere in Mittel- und Nordwestsachsen a fost declarat sit de importanță comunitară în iunie 2002 pentru a proteja 2 specii de animale. Situl a fost protejat și ca arie specială de conservare în aprilie 2011.

## Biodiversitate
Situată în ecoregiunea continentală, aria protejată conține 2 habitate naturale: Păduri de stejar sau de stejar și carpen sub-atlantice și medio-europene de Carpinion betuli, Păduri de stejar și carpen Galio-Carpinetum.
La baza desemnării sitului se află mai multe specii protejate de  mamifere (2): liliac cârn (Barbastella barbastellus), liliac comun (Myotis myotis)